# Eendrachtsplein (stacja metra)
Eendrachtsplein – stacja metra w Rotterdamie, położona na linii A (zielonej), B (żółtej) i C (czerwonej). Została otwarta 10 maja 1982. Stacja znajduje się w centrum Rotterdamu, pod Eendrachtsplein.